# Marta Burbianka
Marta Burbianka (ur. 18 marca 1898 w Ryngowianach na Źmudzi, zm. 29 października 1973 we Wrocławiu) – polska historyczka, bibliotekarka, badaczka drukarstwa, działaczka polonijna i oświatowa.

## Życiorys
Studiowała historię (mgr 1931 – Urząd wójtowski w Wilnie. Geneza, nominacja i uposażenie wójtów wraz z ich pocztem XV-XVIII w.) i polonistykę na Uniwersytecie Wileńskim, działała w akademickich organizacjach naukowych. Obroniła doktorat w 1933 z historii Działalność Augustyna Rotundusa, jako wójta wileńskiego pod kierunkiem Stanisława Kościałkowskiego. Od 1931 pracowała jako bibliotekarka, początkowo zajmując się inwentaryzacją i katalogowaniem zbiorów Muzeum Towarzystwa Przyjaciół Nauk w Wilnie. Od 1933 była nauczycielką w polskich gimnazjach na Litwie. Organizowała polskie harcerstwo w Kownie. W latach 1940–1944 uczestniczyła w tajnym nauczaniu oraz ruchu oporu Związku Walki Zbrojnej i Armii Krajowej.
W 1946 na stanowisku samodzielnego referenta Wydziału Kultury Głównego Pełnomocnika Rządu RP prowadziła specjalną bibliotekę w Wilnie, obejmującą Vilniana i Lithuanica. Jeszcze w tym samym roku przeniosła się do Wrocławia, gdzie podjęła pracę na Uniwersytecie (początkowo jako starszy asystent w Katedrze Słowiańszczyzny Wschodu, po złożeniu egzaminu państwowego w Bibliotece Uniwersytetu). Była kustoszem Biblioteki (1953), od 1955 docentem, od 1964 profesorem nadzwyczajnym.
Przyczyniła się do rozwoju Biblioteki Uniwersytetu Wrocławskiego. Zorganizowała kilka oddziałów (m.in. ds. udostępniania zbiorów) oraz Gabinet Śląsko-Łużycki. Prowadziła kursy szkoleniowe dla pracowników oraz wykładała na kursach Stowarzyszenia Bibliotekarzy Polskich; wykładała oraz prowadziła seminaria magisterskie z bibliografii i dziejów produkcji książki w Katedrze Bibliotekoznawstwa (późniejszy Instytut). Z pracy w bibliotece odeszła na emeryturę w 1968, z Katedrą współpracowała do 1972. Należała m.in. do Wrocławskiego Towarzystwa Naukowego, Towarzystwa Miłośników Historii, Stowarzyszenia Bibliotekarzy Polskich (członek zarządu jednostki przy Bibliotece Uniwersytetu Wrocławskiego), Polskiego Towarzystwa Historycznego, Wrocławskiego Towarzystwa Przyjaciół Książki.

## Wybrane publikacje
Była autorką wielu prac naukowych dotyczących historii Uniwersytetu Wileńskiego, historii książki, drukarstwa, teorii i praktyki bibliograficznej zob. A. Mendykowa, Bibliografia prac Marii Burbianki, „Roczniki Biblioteczne” 17 (1973), z. 1/2, s. 7–17.
- Antoni Hlebowicz – zapomniany biograf Witolda, Wilno 1931.
- Ludwik Janowski, Słownik bio-bibliograficzny dawnego Uniwersytetu Wileńskiego, wyd. pod kier. Ryszarda Mienickiego przy współudziale Marty Burbianki i Bogumiła Zwolskiego, Wilno: Towarzystwo Przyjaciół Nauk z zasiłku Funduszu Kultury Narodowej J. Piłsudskiego 1939.
- Wykaz najważniejszych nabytków zagranicznych za lata 1945–1948, Wrocław: Biblioteka Uniwersytecka 1949.
- Zarys dziejów handlu księgarskiego we Wrocławiu do połowy XVII wieku, „Sobótka” 1949.
- Zarys dziejów handlu księgarskiego we Wrocławiu do poł. XVII wieku, Wrocław: Biblioteka Uniwersytecka 1950.
- Biblioteki zakładowe wyższych uczelni i sprawa katalogu centralnego, „Przegląd Biblioteczny” 1951.
- Sprawa kształcenia pracowników naukowych bibliotek, „Życie Nauki” 1952 nr 7/8.
- Dwaj introligatorzy wrocławscy z pierwszej połowy XVI wieku, Poznań – Wrocław 1952.
- Inwentarz wrocławskiej biblioteki przy kościele św. Bernardyna z 1657 roku, Wrocław: Biblioteka Uniwersytecka 1953.
- (współautorzy: Bronisław Kocowski i Karol Głombiowski) Z dziejów książki na Śląsku, Wrocław: Wrocławskie Towarzystwo Naukowe 1953
- Studia nad oprawami wrocławskimi doby Odrodzenia, Wrocław: Biblioteka Uniwersytecka 1955.
- Materiały do kursu bibliografii, Cz. 1-3, Wrocław: Uniwersytet Wrocławski im. B. Bieruta 1956-1958.
- Przewodnik metodyczny do nauki bibliografii: 1 rok studiów, Wrocław: Uniwersytet Wrocławski 1956.
- Oprawy wrocławskich ksiąg miejskich w XVI wieku, Wrocław: Biblioteka Uniwersytecka 1957.
- Problematyka bibliografii śląskiej (druki) XV-XVIII w. „Roczniki Biblioteczne” 1959.
- Andrzej Winkler – drukarz wrocławski XVI wieku, „Roczniki Biblioteczne” 1960.
- Adam Dyon i Kasper Lybisch – wrocławscy drukarze reformacyjni, „Roczniki Biblioteczne” 1961.
- Wstęp do bibliografii, Wrocław 1965 (wiele wydań).
- Dorobek bibliografii w Polsce Ludowej „Roczniki Biblioteczne” 1966.
- Produkcja typograficzna Scharffenbergów we Wrocławiu, Wrocław: Zakład Narodowy im. Ossolińskich 1968.
- Z dziejów wrocławskiej drukarni Jerzego Baumanna, „Roczniki Biblioteki Narodowej” 1968.
- Drukarnia Konrada Baumgarta we Wrocławiu, 1970.
- Problemy opisu w bibliografii druków śląskich XV-XVIII wieku, Warszawa 1970.
- Z dziejów drukarstwa śląskiego w XVIII wieku. Baumannowie i ich spadkobiercy, do druku przygotowała Helena Szwejkowska, Wrocław: Zakład Narodowy im. Ossolińskich 1977.
- artykuły w Polskim słowniku biograficznym i Słowniku pracowników książki polskiej, 1972.